# Великі Очі
Великі Очі (пол. Wielkie Oczy) — розташоване на Закерзонні село в Польщі, у гміні Великі Очі Любачівського повіту Підкарпатського воєводства.
Населення — 926 осіб (2021).

## Історія
Село відоме з XIV ст.
У 1671 р. Великі Очі від короля Міхала Корибута Вишневецького отримали міські права.
15 березня 1673 року Міхайл Вишневецький затверджує статут ремісничих цехів м. Великі Очі.
У 1880 р. містечко належало до Яворівського повіту, було 286 будинків і 1842 жителі у містечку та 8 будинків і 94 мешканці на землях фільварку, з них 388 греко-католиків, 589 римо-католиків, 996 юдеїв і 3 інших віровизнань.
У 1919-1939 рр. Великі Очі у складі Польщі. В 1934 р. Великі Очі втратили статус містечка, але через наявність більшості поляків село було призначене адміністративним центром новоствореної ґміни Великі Очі Яворівського повіту Львівського воєводства. У 1939 році в селі проживало 1 880 мешканців, з них 320 українців, 1000 поляків і 560 євреїв.
Наприкінці вересня 1939 р. село зайняла Червона армія. 27.11.1939 постановою Президії Верховної Ради УРСР село у складі повіту включене до новоутвореної Львівської області, а 17 січня 1940 року — до Краківецького району. В червні 1941, з початком Радянсько-німецької війни, село було окуповане німцями. В липні 1944 року радянські війська оволоділи селом, а в жовтні 1944 року село у складі західної частини Львівської області передано Польщі. Українців добровільно-примусово виселяли в СРСР, але вони чинили спротив у рядах УПА і підпілля ОУН. Решту українців у 1947 р. депортовано на понімецькі землі.
У 1975-1998 роках село належало до Перемиського воєводства.

## Церква
До 1932 р. місцеві українці-греко-католики належали до парафії Змієвиська, яка до 1920 р. належала до Немирівського деканату, а з 1920 р. — до Краковецького деканату Перемиської єпархії. З 1932 р. Великі Очі стали самостійною парафією.
У 1925 р. замість старої дерев'яної церкви святого Миколая Чудотворця з 1820 р. збудований новий храм, який зберегігся досі, проте знаходиться в дуже занедбаному стані.

## Демографія
Демографічна структура станом на 31 березня 2011 року:
|          | Загалом | Допрацездатний вік | Працездатний вік | Постпрацездатний вік |
| -------- | ------- | ------------------ | ---------------- | -------------------- |
| Чоловіки | 461     | 100                | 322              | 39                   |
| Жінки    | 507     | 123                | 292              | 92                   |
| Разом    | 968     | 223                | 614              | 131                  |